# Премия «Грэмми» за лучшую диско-запись

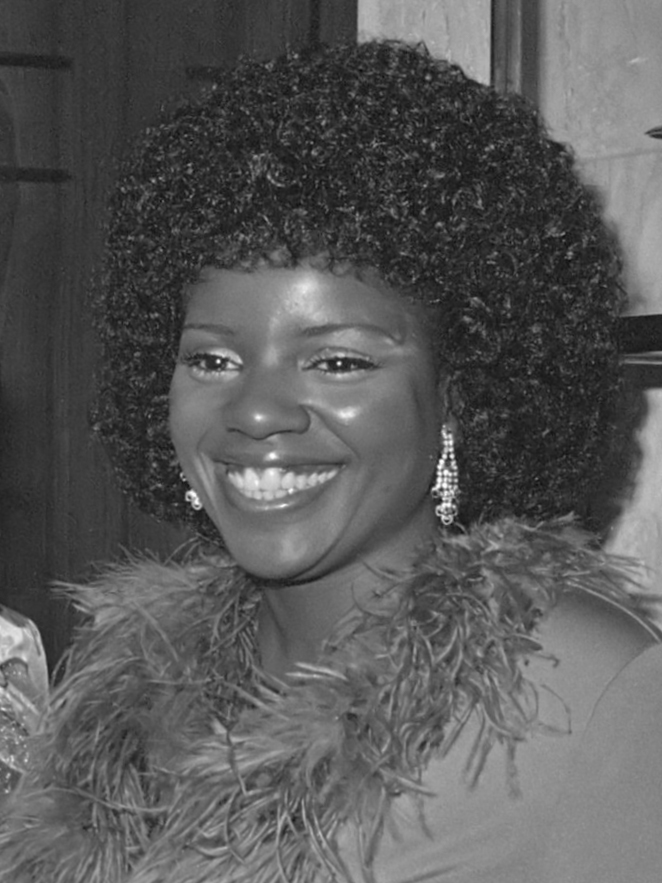
Глория Гейнор (фото 1976 года) получила награду в этой категории вместе с продюсерами Дино Фекарис и Фредди Перреном.

Премия «Грэмми» в номинации «Лучшая диско-запись» впервые была представлена на 22-й церемонии вручения наград в 1980 году. Первым и последним обладателем статуэтки за лучшую диско-песню была Глория Гейнор. Уже в следующем году категория была отменена из-за акций протестов против диско-музыки.
Помимо Гейнор, которая удостоилась статуэтки за песню «I Will Survive», в 1980 году также номинировались: Earth, Wind & Fire с песней «Boogie Wonderland», Майкл Джексон с «Don’t Stop ’til You Get Enough», Род Стюарт с «Da Ya Think I’m Sexy?», а также Донна Саммер с песней «Dim All the Lights».